# Windows Live Messenger
Windows Live Messenger (tidigare Windows Messenger, därefter MSN Messenger) var ett klientprogram för direktmeddelanden utvecklat av Microsoft. Programmet lanserades den 22 juli 1999. Klienten lanserades under namnet MSN Messenger och hade den benämningen fram till 2005 då klienten gick under namnet, och var en del i, Windows Live. Windows Live Messenger fanns för Windows, Xbox 360, Mac OS, Blackberry OS, iOS. Java ME och Zune HD.
För att ansluta till tjänsten krävdes ett så kallat Windows Live ID (före detta Microsoft Passport). En användare kan få ett sådant utan kostnad genom att registrera en Hotmail-adress eller en vanlig e-postadress.
Förutom vanliga textmeddelanden kunde användaren använda antingen uttryckssymboler, mikrofon eller webbkamera. Det fanns även inbyggda aktiviteter, till exempel spel som användare kan spela mot varandra, exempelvis frågespelet Duellen och en fleranvändarversion av MS Röj.
Olika klientprogram utvecklade av tredjepartsleverantörer gjorde det möjligt att chatta över MSN-nätverket från i stort sett vilken Internetansluten dator som helst.
Den 6 november 2012 meddelade Microsoft att Windows Live Messenger skulle läggas ned och ersättas av Skype. 

## Historia

### MSN Messenger (1999-2005)
Från början hette tjänsten MSN Messenger och under denna period släppte Microsoft sju versioner av klienten. Den första versionen var 1.0 och släpptes den 22 juli 1999.
- Version 2.0 släpptes i november 1999 och då fanns möjligheten att anpassa chattfönstret.
- Version 3.0 lanserades i maj 2000

Samtidigt vid lanseringen av Windows XP, släppte Microsoft version 4.6 av MSN Messenger den 23 oktober 2001. Uppdateringen omfattade stora förändringar i gränssnittet, möjligheten att gruppera kontakter och support för röstsamtal.
- Version 5.0 släpptes 24 oktober 2002

17 juli 2003 lanserades version 6.0 av MSN Messenger vilket var en stor förändring av tjänsten. Tidigare hade tjänsten endast haft stöd för ren text, men nu kom möjligheten att anpassa ikoner, personliga avatarer och bakgrunder.
- Version 6.1 fokuserade på förbättringar av chattfönstret och möjligheten att ändra färger.
- Version 6.2 lanserades i april 2004 och var den sista i 6.X-serien.

MSN Messenger version 7.0 lanserades i april 2005. Det var även sista versionen att supporta Windows 98 och Windows ME. Uppdateringen innehöll möjligheten att använda sig av digital handskrivning och igenkänning av handstil.
Den sista versionen av MSN Messenger innan namnbytet var version 7.5, som släpptes i augusti 2005.

### Version 8.0-8.5 (2005-2009)
År 2006 bytte Microsoft benämning på tjänsten, från MSN Messenger till Windows Live Messenger. Samtidigt lanserades version 8.0. 
- Version 8.1 lanserades 29 januari 2007.[6]

Den sista uppdateringen i 8.X-serien var 8.5 som släpptes i november 2007.

### Version 14.0-16.4 (2009-2012)
Windows Live Messenger 2009 fick versionsnummer 14.0 för att bättre smälta in med andra produkter hos Microsoft.

### Nedläggning[8][9]
Microsoft meddelade den 6 november 2012 att Messenger och Skype skulle slås ihop under första kvartalet 2013. Messenger-användare kunde logga in med sina uppgifter på Skype och komma åt sina kontakter och kommunicera som vanligt.
Den 6 november 2012 meddelande Microsoft sina planer att lägga ned Messenger, med start den 8 april 2013 för att vara klart den 30 april 2013.

## Protokollet
Windows Live Messenger använde Microsoft Notification Protocol (MSNP) över TCP (och även över HTTP för att passera proxyservrar) för att ansluta till tjänsten .NET Messenger Service. Tjänsten fanns på TCP- och UDP-port 1863 på messenger.hotmail.com.
Den sista versionen av protokollet blev 15 (MSNP15). Protokollet var inte helt hemlighållet, och version 2 (MSNP2) visades för utvecklare år 1999. Då tjänsten emellertid krävde klienter som använde version 8 till 14, vilka Microsoft aldrig gav ut publikt, listade utvecklare av tredjepartslösningar för kommunikation genom MSNP ut hur protokollet fungerar genom att använda sig av paketsniffning.